# Myctophum aurolaternatum
Myctophum aurolaternatum är en fiskart som beskrevs av Garman, 1899. Myctophum aurolaternatum ingår i släktet Myctophum och familjen prickfiskar. Inga underarter finns listade i Catalogue of Life.